# Command & Conquer: Red Alert
Command & Conquer: Red Alert (рус. Командуй и Завоёвывай: Красная Угроза) — компьютерная игра в жанре стратегии в реальном времени, разработанная компанией Westwood Studios и впервые выпущенная издательством Virgin Interactive в 1996 году; вторая игра во франшизе Command & Conquer и первая в сюжетной подсерии Red Alert. Действие игры, первоначально задумывавшейся как предыстория оригинальной Command & Conquer 1995 года, разворачивается в альтернативно-историческом сеттинге, где войска союзников защищают Европу от агрессивного Советского Союза. Игра изначально разрабатывалась для ПК (в релиз включены версии для MS-DOS и Windows 95) и позже портирована на PlayStation; версия для последней платформы была переиздана для сервиса PlayStation Network. В 2008 году издательство Electronic Arts, приобретшее Westwood Studios в 1998 году, выложило игру для бесплатного скачивания.

## Сюжет
Игра была создана как предыстория оригинальной Command & Conquer, но после выхода второй части её выделили в отдельную серию.
Сюжет в Red Alert берёт начало год спустя после Второй мировой войны. В альтернативном 1946 году Альберт Эйнштейн разрабатывает машину времени, получившую название «Хроносфера», и использует её, чтобы переместиться в 20 декабря 1924 года — день, когда Адольф Гитлер был выпущен из Ландсбергской тюрьмы на Пивной путч — и устранить из истории Гитлера, чтобы предотвратить Холокост. Идя по улице, Гитлер слышит крик: «Господин Гитлер!». К нему подходит Эйнштейн и протягивает ему руку. Рукопожатием Эйнштейн убрал Гитлера из истории, который, вероятно, распался на атомы. Таким образом, после устранения Гитлера нацисты не смогли прийти к власти.
Однако результаты воздействия на прошлое оказываются непредвиденными. В альтернативной истории Германия действительно не развязывает войну, но ничем не сдерживаемый Советский Союз во главе с Иосифом Сталиным предпринимает массированное наступление на Восточную Европу и захватывает земли у Китая и Индии. Вследствие этого был создан европейский Альянс, чтобы предотвратить дальнейшее советское наступление. Сверхоружием как Советского Союза, так и Альянса была атомная бомба.
Игрок может выбрать одну из двух воюющих сторон: Альянс или СССР. Соответственно, цель игры за Союзников — остановить Сталина, пока он не захватил Европу, а затем — и весь мир, за СССР — добиться полного захвата Европы. В зависимости от выбранной стороны, победа игрока приводит к одной из двух концовок:
- Победа Альянса. После захвата Москвы, солдаты Альянса находят всё ещё живого Сталина, заживо погребённого под завалами камней. Когда они начинают убирать обломки с павшего генсека, генерал Никос Ставрос останавливает их. Он убеждает солдат в том, что они «ничего не видели» перед тем, как они уйдут. Затем Ставрос сует носовой платок в рот Сталина, а затем накрывает голову большим камнем и уходит.
- Победа СССР. Европа лежит в руинах под властью СССР. Когда Советы празднуют победу в недавно захваченном Букингемском дворце, Сталин благодарит командующего-игрока за хорошо выполненную работу, выпив чашку чая, только для того, чтобы внезапно осознать, что чай был отравлен Надей. После смерти Сталина Надя говорит Командующему, что Советский Союз теперь находится под властью Братства Нод, которое планирует снова уйти в тень и вернуться в 1990-е годы, оставив игрока в роли марионеточного правителя СССР, готового исполнять приказы Братства в «предсказанном будущем». Но затем она была предана и застрелена в спину Кейном, который показывает себя как истинного тайного лидера. Кейн говорит командующему-игроку, что теперь он — будущее.

С точки зрения развития игровой вселенной обе концовки являются каноничными: победа СССР приведёт к приходу к власти генерала-игрока, через которого будет управлять лидер Братства Нод Кейн, что приведёт к развитию событий Tiberian Dawn, а победа Союзников — к развитию событий Red Alert 2, в котором однажды проигравший СССР вновь развязывает войну. В планировавшемся проекте Tiberian Incursion дизайнеры Westwood Studios планировали вновь объединить обе разделившиеся временные линии в единый сюжет, однако проект был отменен, а студия в скором времени была закрыта.

## В ролях
| Актёр              | Роль                         |
| ------------------ | ---------------------------- |
| Джозеф Кукан       | Советник Сталина Кейн        |
| Юджин Динарски     | Иосиф Сталин                 |
| Андреа К. Робинсон | агент НКВД Надежда Зеленкова |
| Алан Терри         | маршал Граденко              |
| Крэйг Кавана       | генерал Георгий Куков        |
| Алан Чароф         | генерал Тополов              |

| Актёр         | Роль                         |
| ------------- | ---------------------------- |
| Джон Милфорд  | Альберт Эйнштейн             |
| Линн Литтир   | специальный агент Таня Адамс |
| Артур Робертс | генерал Гюнтер фон Эслинг    |
| Барри Крамер  | генерал Никос Ставрос        |
| Барри Корбин  | командир Бен Карвилл         |

## Игровой процесс
Red Alert по сути является той же Command & Conquer с новыми зданиями и некоторыми новыми юнитами.
Red Alert получил хорошие отзывы за пользовательский интерфейс, который был намного более развит, чем в других играх в то время. Например, отсутствовало ограничение на количество выбранных юнитов, также можно заказать так много юнитов, насколько хватит ресурсов.
Сражения в Red Alert проходят как на земле, так на воде и в воздухе. Каждая сторона (Союзники или Советы) может обучать сухопутные войска, военно-воздушные силы и военно-морской флот. Каждая сторона также имеет уникальные особенности, хотя в Red Alert 2 они были сбалансированы так, чтобы способности каждого юнита противостоял подобный вариант у другой стороны. К примеру, в Red Alert 2, советской защитной башне Тесла противопоставлялась Призма-башня Союзников.
Юниты советской стороны включают в себя тяжёлый танк (фантазия на тему Т-80), пусковую установку, почему-то названную по-немецки V-2 (Фау-2), хотя выглядит она как советская «Луна-М», огнемётчиков, вертолёт Ми-24, подлодки (судя по роликам, «Щука-Б»), танк «Мамонт», противопехотный минный заградитель и авиаподдержку самолётами МиГ-27 (вместо которого во всех заставках нарисован МиГ-29) и Як-3. Союзники получили в своё распоряжение лёгкий танк (судя по всему, БМП M2 «Брэдли»), средний танк (M1A2 Abrams), спец-юнита Таню, противотанковый минный заградитель, джип «Рейнджер», канонерские лодки, линкоры, крейсеры и вертолёт AH-64 Apache.

### Игровая механика
Игровая механика Red Alert представляет собой традиционный алгоритм «камень-ножницы-бумага», но в отличие от C&C баланс был сильно упрощён и теперь даже простой пехотинец может уничтожить танк. Танк может легко уничтожить пулемётный дот, небольшая группа гранатомётчиков так же легко справится с танком, если он не прикрыт противопехотной техникой или своей пехотой, что вынуждало использовать в бою различные типы войск. Однако, так как в игровой механике имеет существенное значение понятие «огневой мощи», то фактически, возможно побеждать за счёт накапливания и одновременного использования огромного количества однотипных танков. В многопользовательской игре такая тактика получила название «танковый натиск» (англ. tank rush), суть её сводилась к стремлению произвести в самом начале сеанса игры максимально большое количество танков, которые затем будут брошены на противника. Если другой игрок в это время развивался не столь стремительно, то его шансы пережить этот удар резко сокращались.

### Игровой баланс
Игровой баланс составлен в соответствии с идеологией игры. СССР преимущественно опирается на грубую силу, для примера, его армия не обладает ни лёгкими, ни средними танками, только тяжёлыми (по бронированию схож со средним танком союзников, но вооружён сразу двумя орудиями) и сверхтяжёлыми (танк «Мамонт»). Преимущество СССР на суше несколько компенсируется доминированием союзников на море. В их распоряжении несколько типов кораблей, способных выполнять различные задачи, в том числе крейсер — боевая единица обладающая огромной огневой мощью. Свои слабости союзники так же могут компенсировать средствами «не прямого воздействия»: шпионами, установками способными скрывать часть карты «туманом войны», а также спутником, который, напротив, открывает для использовавшего его игрока всю карту. И у СССР, и у союзников имеется в наличии своё сверхоружие. У союзников это Хроносфера, способная временно переместить бронетехнику в любой участок карты, у СССР — устройство «Железного занавеса», при активации делающее на короткий срок времени неуязвимой боевую технику и здание.
В целом, несмотря на то что в одиночной кампании для победы зачастую достаточно просто собрать достаточно большое количество танков, все же периодически возникает необходимость комбинировать различные типы боевых единиц для достижения максимального результата.

### Многопользовательский режим
В компьютерной версии доступно 3 режима многопользовательской игры. Игра по Интернету возможна посредством либо сети «Westwood Online» (WOL), модемного соединения, или же локальной сети — но для этого сетевая карта должна поддерживать протокол IPX.
В версии для «Playstation» также доступен многопользовательский режим, но только для игры вдвоём. Для этого требуется Link-Cable, чтобы связать 2 приставки. В этом случае в главном меню появляется пункт «Link Game».
В игре не представлены США, а доступными подфракциями для Альянса являются такие страны как Франция, «Англия» (Великобритания), Германия и другие.

## Дополнения

### Counterstrike & Aftermath (1997)
В 1997 году, для игры вышли два дополнения — Command & Conquer: Red Alert: Counterstrike и Command & Conquer: Red Alert: Aftermath. Были добавлены новые юниты, миссии и саундтрек. «Counterstrike» добавил в игру много мультиплеерных карт, в то время как одиночных миссий катастрофически не хватало (в дополнение включена секретная «Муравьиная кампания», где игрок сражается против гигантских красных муравьёв, которые постоянно появляются из-под земли, где их рождает «царица» муравьёв. Суть этой кампании — добраться до неё и уничтожить).
«Aftermath» добавил много новых боевых единиц, доступных как в одиночном, так и в многопользовательском режимах. Новые советские боевые единицы включали в себя «Missile Sub», «Mutually Assured Destruction Tank» (в дословном переводе «взаимное гарантированное уничтожение»), или «Сейсмо-танк» (M.A.D. Танк), «Shock Trooper» («Тесла-солдат») и «Тесла-танк»,

Союзные войска получили «Field Mechanic» («Полевой механик») и «Хроно-танк». Также обе стороны получили «Demolition Truck» («Грузовик-разрушитель»). Дополнение также добавило сотни новых больших карт.
Однако баланс этого дополнения в некоторой степени ослабел в пользу СССР. Например «Сейсмо-танки», десантированные из надводного транспорта в тыл вражеской базы, позволяли нанести серьёзный ущерб союзникам, в то время как «Хроно-танки» не отличались высокой мощью и бронированностью.

### Retaliation (1998)
Версия для «PlayStation», представляет собой набор миссий из двух дополнений «Counterstrike» и «Aftermath», и вышедших ранее на ПК.
Включает в себя эксклюзивные видеобрифинги, перед миссиями и сцены победы, которых не было ни в одном дополнении на ПК. Сцены показывали общие (для обеих сторон) цели в миссии. Генерал Карвилл позже ещё встретится в «Red Alert 2». Также увеличилось количество мультиплеерных карт.
Существует модификация для компьютерной версии игры, которая добавляет эксклюзивные видеобрифинги (соответственно, нужны дополнения «Counterstrike» и «Aftermath»).

## Саундтрек
Вся музыка к «Red Alert» была написана Фрэнком Клепаки. Среди его наиболее известных песен в серии — главная тема «Red Alert», получившая название «Hell March». Она стала основным элементом не только в саундтреке, но и в игре в целом, поэтому специально для «Red Alert 2» была написана вторая версия «Hell March».
Список композиций на диске с саундтреком «Red Alert»:
1. Hell March
2. Radio
3. Crash
4. Roll Out
5. Mud
6. Twin Cannon
7. Face the Enemy
8. Run
9. Terminate
10. Big Foot
11. Workmen
12. Militant Force
13. Dense
14. Vector
15. Smash (скрытый трек)

Изначально, в кампании доступно ограниченное число композиций, но по мере продвижения игрока, постепенно открывается весь саундтрек. В коллективной игре или в «схватке» доступные все композиции сразу. Ещё многие не перечисленные могут быть найдены в дополнениях «Red Alert»: «The Aftermath», «Counterstrike», «Retaliation».
Список всех композиций:
Frank Klepacki
1996 «Command & Conquer Red Alert»:
1. Intro
2. Map
3. Hell March
4. After Life
5. BigFoot
6. Crush
7. Dense
8. Face to the Enemy 1
9. Face to the Enemy 2
10. Fogger
11. Mud
12. Radio 2
13. Reload Fire (Full Version of End Credits)
14. Rollout
15. Run for Your Life
16. Smash
17. Snake
18. Terminate
19. The Second Hand
20. Trenches
21. Twin Cannon
22. Vector
23. Workmen
24. Militant Force (Score)
25. End Credits

Frank Klepacki
1997 Command & Conquer Red Alert Counterstrike:
1. Araziod
2. Backstab
3. Chaos
4. Journey
5. Radio 2 (Remix)
6. Shut It
7. Underlying Thoughts
8. Voice Rhythm 2

Frank Klepacki
1997 Command & Conquer Red Alert The Aftermath:
1. Bog
2. Floating
3. Gloom
4. Groundwire
5. Running Through Pipes
6. The Search
7. Traction
8. Wasteland

## Игра в общем доступе
В ознаменование тринадцатилетия игровой серии Red Alert Electronic Arts выложила первую часть для свободного скачивания.

## Оценки
| Сводный рейтинг       | Сводный рейтинг |
| Агрегатор             | Оценка          |
| --------------------- | --------------- |
| GameRankings          | 90,91 %         |
| Русскоязычные издания |                 |
| Издание               | Оценка          |
| PRO Игры              | 90 %            |
| Магазин игрушек       | 85 %            |

## Различия между PC и PSX версиями
Версии, выпущенные на платформах PC и PSX, имеют некоторые отличия:
- Цвета — в PSX-версии их всего 4 (красный, синий, жёлтый, зелёный), а в компьютерной версии 8. Соответственно, в компьютерную версию могут играть одновременно до восьми игроков, а в PSX-версию можно играть вдвоём через Link-Cable или вчетвером в Skirmish. Хотя в дополнении Retalation для PSX существует оранжевый цвет, он появляется только в одной миссии и недоступен для игроков.
- AI — в игре присутствует настройка: все AI игроки заключают между собой союз и выступают против игрока единым фронтом, если для них складывается плохая ситуация. Настройка включается с помощью параметра Paranoid=yes в файле rules.ini. В PSX-версии установлено Paranoid=no (отключено). В более поздних патчах для PC-версии этот параметр тоже отключен.
- Анимация — в компьютерной версии при развёртывании базы проигрывается анимация. В PSX-версии здание появляется сразу.
- Фальшивки — в PSX-версии у Альянса фальшивые здания отсутствуют.
- Дополнения — к компьютерной версии есть 2 дополнения: Counterstrike и The Aftermath. В PSX-версии существует одно дополнение Retalation, состоящее из двух «компьютерных» дополнений, а также включающее в себя ролики к каждой четвёртой миссии.
- Интерфейс — в PSX-версии удобный игровой интерфейс; существуют отдельные категории для постройки войск, зданий, спецвооружений. Кроме того, можно создавать до 4 групп войск. В компьютерной версии всё представлено в едином меню.
- Чит коды — в PSX-версии существуют чит-коды на 1000$, исчезновение тумана войны, мгновенную победу, атомную бомбу, Хроносферу, Железный занавес, сонар, парабомбы. В компьютерной версии чит-кодов нет.
- Звуки — в PSX-версии звуки и музыка звучат мягче, чем в компьютерной версии.
- Хроно-аномалия — при сбое Хроносферы на карте появляется некая аномалия, которая стреляет разрядами. В PSX версии это цветное облако, а в компьютерной версии — вихрь.